# Bill Schafhauser
William „Bill“ Schafhauser (* 12. März 1962 in Saint Paul, Minnesota) ist ein ehemaliger schweizerisch-US-amerikanischer Eishockeyspieler, der von 1989 bis 1996 in der Nationalliga A für den EV Zug aktiv war. 

## Karriere
Schafhauser begann an der lokalen Hill-Murray High School mit dem Eishockeyspielen. Ab 1980 spielte er für die Northern Michigan University in der National Collegiate Athletic Association. Die Qualitäten des Verteidigers blieben auch den NHL-Scouts nicht verborgen. Beim NHL Entry Draft 1981 wurde er in der sechsten Runde an 117. Stelle von den Chicago Black Hawks gedraftet. 1982 wurde er für die U-20 Nationalmannschaft der USA aufgeboten und erreichte mit dieser an der Junioren-Weltmeisterschaft im eigenen Land den sechsten Platz.
Nach seinem Abschluss startete er seine Profikarriere in der zweitklassigen International Hockey League. Obwohl er gleich in seiner ersten Saison mit der Ken McKenzie Trophy für den besten Neuling ausgezeichnet wurde, schaffte Schafhauser den Sprung in die NHL nicht. Deshalb entschloss er sich, in Europa sein Glück zu versuchen und unterschrieb für ein Jahr in Italien beim SV Ritten-Renon. Dank Großeltern mütterlicherseits erhielt er die Schweizer Staatsbürgerschaft und konnte fortan in der Schweizer Meisterschaft spielen, ohne das Ausländerkontingent zu belasten. Nach einer Saison in der Nationalliga B beim SC Herisau wechselte er 1989 in die höchste Spielklasse zum EV Zug, mit welchem er bis ins Playoff-Finale vordrang. Sein neun Jahre jüngerer Bruder Pat war in Zug von 1991 bis 1994 sein Teamkollege.
Während der Saison 1995/96 verletzte sich sein Bruder Pat bei einem Spiel so schwer, dass er fortan querschnittgelähmt war. Nach einer Auszeit, die er nutzte, um seinem Bruder beizustehen, entschloss er sich, seine eigene Karriere fortzusetzen. Nach Knieproblemen musste er seine Karriere aber am Ende der Saison trotzdem beenden.

## Erfolge und Auszeichnungen
- Qualifikationssieger und Vizemeister mit dem EV Zug 1995
- Ken McKenzie Trophy 1985
- Northern Michigan MVP: 1984
- NCAA West All-America Second Team: 1984
- CCHA All-Star Second Team: 1984
- Northern Michigan Bester Verteidiger: 1982, 1984
- IHL Second All-Star Team: 1987